# East Rochester (New York)
East Rochester est une ville du comté de Monroe, dans l'État de New York, aux États-Unis,. En 2010, elle comptait une population de 6 587 habitants.

## Démographie
Lors du recensement de 2010, la ville comptait une population de 6 587 habitants. Elle est estimée, en 2019, à 6 490 habitants.